# فرهاد أحمدوف
فرهاد تيموروفيتش أحمدوف ( (بالروسية: Фархад Тимурович Ахмедов)‏ ، (بالأذرية: Fərhad Teymur oğlu Əhmədov)‏ ؛ من مواليد 15 سبتمبر 1955) رجل أعمال أذربيجاني وسياسي سابق في روسيا ، ترك منصبه في عام 2009. وهو ممثل سابق في مجلس الاتحاد الروسي. وقد وُصِف بأنه من القِلة الأوليغارشية الروسية.

## الخلفية
ولد أحمدوف في باكو ، أذربيجان الاشتراكية السوفياتية عام 1955 لأبوين أذربيجانيين - تيمور وأسادي. كان تلميذًا صغيرًا عندما حُكم على والده بالإعدام بتهمة اختلاس ممتلكات الدولة في قضية فاسقة في الاتحاد السوفياتي من قبل لجنة أمن الدولة. ثم هرب إلى موسكو وهو في الخامسة عشرة من عمره ومعه 48 روبل ودرس ليكون ميكانيكيًا ؛ أمضى عدة سنوات في البحرية وتخرج من قسم أبحاث السلع والسلع الحيوانية في أكاديمية الطب البيطري في موسكو كمتخصص في الفراء.
من المعروف أن لأحميدوف العديد من الأصدقاء المقربين في أوائل الثمانينيات مثل الراحل بوريس بيريزوفسكي، وبيوتر أفين ، ورومان أبراموفيتش ويوجين شفيدلر. هناك العديد من الصور لهؤلاء الرجال الذين كانوا يقضون عطلاتهم معًا في التسعينيات والألفينيات من القرن الماضي على الريفيرا الفرنسية مع عائلاتهم ، ويخوتهم في مكان قريب. 

## الأعمال

### روسيا
أحمدوف أثناء إقامته في موسكو ؛ بدأ في توسيع أعماله إلى إنجلترا في أوائل الثمانينيات وبدأ تداول جلود السمور الروسية المصدر في بورصة لندن للسلع. في عام 1987 ، أسس شركة تانسلي للتجارة ، التي قامت بتوريد وتوريد المعدات الروسية الجديدة والمستعملة لمنتجي الغاز الروس.
بعد إقامة علاقة تجارية من خلال تزويدهم بالمعدات ، في عام 1993 اشترى أحمدوف حصة 5٪ في نورثجاس، وهو حقل نفط وغاز طبيعي أسسته شركة الهندسة الأمريكية بكتل، ومقرها في سيبيريا ولديها حقل في الدائرة القطبية الشمالية. في عام 1998 ، اشترى حصة بكتل المتبقية في الشركة لأن بكتل لم ترَ أي قيمة مستقبلية في تطوير الحقل لإنتاج النفط والغاز الطبيعي.
في عام 2005 ، هدد أحمدوف بفقدان رخصته لإنتاج الغاز من قبل الدولة الروسية، ووافق أحمدوف على منح شركة غازبروم 51٪ من أسهمه، مقابل عدم متابعة أي مطالبات ضد أحمدوف. 
قي عام 2012 ، هدد أحمدوف بتقديم دعوى ضد شركة غازبروم في محكمة لندن للتحكيم الدولي لفشلها في الالتزام باتفاقية التسوية لعام 2005 التي وقعها أحمدوف والرئيس التنفيذي السابق لشركة غازبروم، رئيس وزراء روسيا الآن دميتري ميدفيديف،  خلال زيادة التعريفات على إنتاج الغاز وخفض الحصص التي سُمح لشركة نورثجاس بإنتاجها. 
AzNar هي شركة تصنيع المشروبات الطبيعية التي أسسها فرهاد في عام 2007 تكريماً لوالده تيمور ، الذي كان مديرًا للمصنع الواقع في غويتشاي ، أذربيجان. أزنارهو عصير الرمان، والمعروف باسم عصير نار في أذربيجان (يحمل علامة جرانت). يباع في أماكن بعيدة مثل الولايات المتحدة ونيوزيلندا واليابان وأوروبا. استثمر أحمدوف أكثر من 125 مليون دولار أمريكي في أزنار ويسعى باستمرار إلى التوسع في سوق العصائر الطازجة. يؤكد أحمدوف أنه يدير أزنار كهواية ، وكذلك تكريمًا لوالده - بطريقة مماثلة لمغامرة شاتو ثيناك لصديقه يوجين شفيدلر .

## سياسة

### روسيا
في ديسمبر 2004 ، أصبح أحمدوف أول سناتور أذربيجاني روسي في التاريخ. يمثل منطقة كراسنودار في مجلس الاتحاد الروسي .
شغل أحمدوف منصب رئيس لجنة الشؤون القانونية والقضائية في مجلس الاتحاد الروسي من 2004 إلى 2009. ساعد في دفع العديد من القوانين المتعلقة بحماية الطفل وحقوق الحيوان وأيضًا لصالح تقليل البيروقراطية داخل الدولة وزيادة الشفافية للمسؤولين الروس.
أحمدوف مدرج في قائمة «القلة الحاكمة» الروسية الواردة أسماؤهم في تقرير غير سري من قانون مكافحة الإرهاب في أمريكا اللاتينية (CAATSA) إلى الكونجرس الأمريكي .

### أذربيجان
كان أحمدوف مراقبًا من الجمعية البرلمانية لمجلس أوروبا في الانتخابات البرلمانية الأذربيجانية لعام 2010. يقول البعض إن دور أحمدوف كان متحيزًا لأنه ولد في أذربيجان. ومع ذلك ، قدم أحمدوف توصيات بشأن الانتخابات المستقبلية وأشار الجمهور إلى أن والد إلهام علييف، حيدر علييف، أمر بإعدام والد أحمدوف، تيمور. كان من الممكن أن يجعل هذا موقف أحمدوف متحيزًا ضد الرئيس الحالي في ذلك الوقت، ومن ثم استمرت الجمعية البرلمانية لمجلس أوروبا في السماح لأحميدوف بأن يكون مراقبًا، بل وسمحت له بالحصول على القرار النهائي بشأن قبول الانتخابات والاعتراف بها، والتي فاز بها علييف. يرى العديد من المحللين السياسيين أن هذا هو القرار الأهم، الذي كان بيد أحمدوف، في تقرير ما إذا كان سيتم السماح باستمرار إرث علييف.
حتى الآن، لا يوجد لأحميدوف أي دور سياسي ويقضي معظم وقته في باكو، حيث عاشت والدته الراحلة - وفقًا لوسائل الإعلام الأذربيجانية. تم دفن والد أحمدوف الراحل ، تيمور، بالقرب من منزل أحمدوف في باكو. تم العثور على جثته في عام 2012 بعد عمليات بحث مكثفة وتدخل شخصي من إلهام علييف .

## الدين
زعمت بعض التقارير أن أحمدوف مسلم ملتزم، لكن وفقًا لزوجته السابقة، لم يلتزم بأي طقوس أو تقاليد إسلامية طوال 20 عامًا من الزواج. المعلومات المتضاربة تتعلق بنزاع طلاق مستمر بين الاثنين. يعتقد الخبراء القانونيون أن السبب وراء ادعاءات أحمدوف الدينية كانت نيته رفع النزاع إلى محكمة الشريعة حيث يعتقد أن لديه فرصًا أفضل للحصول على حكم إيجابي. نفى أحمدوف ذلك في مقابلة مع وسائل الإعلام الروسية تحدث فيها عن إسلامه وأوضح أن زوجته السابقة كانت تدرك جيدًا تراثه الإسلامي. 

## الحياة الشخصية

### التسوية مع زوجته السابقة
توصل فرهاد أحمدوف وزوجته السابقة تاتيانا أحمدوفا إلى تسوية بعد سنوات من المنازعات القانونية بشأن مبلغ تسوية قياسي للطلاق قيمته 454 مليون جنيه إسترليني (625 مليون دولار) قضت به المحكمة العليا في لندن عام 2016. وظهر هذا الخلاف بين الزوجين السابقين إلى العلن خاصةً من خلال نزاعهما على يخت فاخر طوله 115 متراً يرسو في دبي. كما كانت أحمدوفا قد حصلت على أمر من محكمة يقضي بأن يدفع ابنها تيمور لها أكثر من 70 مليون جنيه إسترليني من أصول الأسرة.

## الفن
دفع أحمدوف تكاليف معارض الفنانين الأذربيجانيين الرئيسيين في جميع أنحاء العالم، وخاصة في لندن وباريس. من المعروف في أذربيجان أن لديه أكبر مجموعة خاصة من الفن الأذربيجاني، والتي يتم عرضها في متحفه معرض نار في مدينة باكو القديمة وهو مفتوح للجمهور. وهو صديق مقرب لفرهاد خليلوف، رئيس اتحاد الفنانين الأذربيجانيين، وقد نظم عدة مرات معارض لأعماله في أوروبا. أبرزها في مارس 2015 في غاليري ساتشي. 

## روابط خارجية
- مغلق اعتبارًا من أواخر عام 2013
- مؤسسة أزنار الخيرية
- ملف مجلس أوروبا
- رويترز | يرى بائع حصص في شركة Northgas عرضًا بقيمة 1.5 مليار دولار من Inter RAO
- كوميرسانت | «нтер РАО» может стать партнером «Газпрома»
- أزنار
- بلومبرج
- تقرير DeGolyer & MacNaughton 2011
- فرخاد أحمدوف مع فرهاد خليلوف والأصدقاء
- دفع أحمدوف 46.5 مليون دولار لمارك روثكو
- أعمال خليلوف في غاليري ساتشي